# Велийшко-Виденишки дял
Велийшко-Виденишкият дял е планински рид в югозападната част на Западните Родопи с централно място в техния орографски план. По-голямата му част е на територията на Област Пазарджик, южната на територията на Област Смолян, а крайните северозападни части в Област Благоевград.
Това е най-дългият планински рид в целите Родопи. Простира се от северозапад на югоизток над 70 км, а средната му ширина е от 5 до 10 km. На северозапад започва от седловините Юндола и Аврамовата седловина, които го свързват съответно с рида Алабак на Западните Родопи и Рила и завършва на югоизток на границата ни с Гърция, където се свързва с Переликско-Преспанския и Ардинския дял на Западните Родопи. На югозапад долината на река Доспат го отделя от рида Дъбраш, а на североизток горното течение на Чепинска река и поредица от високи седловини го отделят и същевременно свързват орографски с Баташка и Девинска планина. Велийшко-Виденишкият дял почти по цялото си протежение е главен вододел между водосборните басейни на реките Марица и Места.
Билните му части са заравнени, плоски, на височина 1450 – 1600 м над които се издигат заоблените гърбици на отделни върхове. Най-високата му точка е връх Сребрен (Гюмюшчал, 1900,5 м), от северното и южното подножие на който водят началото си реките Чепинска и Девинска. Други по-високи върхове са: Каинчал (1811 м, 41°31′25″ с. ш. 24°17′37″ и. д. / 41.523611° с. ш. 24.293611° и. д.) в най-южната му част, на гръцка територия на 200 м от гранична пирамида № 230; Велийца (1715,3 м, 41°58′42″ с. ш. 23°45′45″ и. д. / 41.978333° с. ш. 23.7625° и. д.) в най-северната му част, западно от село Чолакова; Виденица (Гьоз тепе, 1652,5 м, 41°36′34″ с. ш. 24°16′51″ и. д. / 41.609444° с. ш. 24.280833° и. д.) в южната му част, южно от село Змеица. Югозападните му склонове са къси, по-стръмни и ограничени от разседната ограда на долината на река Доспат и Доспатската котловина. Североизточните склонове са изтеглени, удължени и разчленени от долинната мрежа на началните притоци на реките Чепинска, Девинска и Въча. Изграден е от гнайси и гранити на северозапад, а на югоизток – от терциерни риолити. От него водят началото си реките Чепинска и Въча (с притоците си Девинска и Триградска река) от басейна на Марица и реките Златарица и Доспат (с притока си Сърнена река) леви притоци на Места. На Доспат е изграден язовир „Доспат“, а в горното течение на Девинска – язовирите „Широка поляна“, „Голям Беглик“ и „Беглика“. Преобладават кафявите горски почви. Обрасъл е с гъсти иглолистни гори от бял бор, ела и смърч, по-малко с широколистни гори – най-вече бук и обширни пасища.
Във Велийшко-Виденишкия дял се намират природните забележителности Триградско ждрело, Буйновско ждрело и Ягодинската пещера.
По склоновете и подножието на рида са разположени 2 града Доспат и Сърница и 24 села: Аврамово, Барутин, Биркова, Бозьова, Буйново, Бутрева, Водни пад, Враненци, Горна Биркова, Горна Дъбева, Грашево, Змеица, Кожари, Кръстава, Късак, Медени поляни, Побит камък, Рохлева, Триград, Цветино, Чавдар, Чала, Чолакова и Ягодина.
През рида и по част от неговите подножия преминават участъци от 3 пътя от Държавната пътна мрежа:
- От север на юг през рида от язовир „Широка поляна“ до село Барутин, на протежение от 30,3 км – участък от второкласен път № 37 Ябланица – Панагюрище – Пазарджик – Пещера – Барутин;
- от запад на изток, през рида, от Доспат до село Борино, на протежение от 13,1 км – участък от третокласен път № 197 Гоце Делчев – Доспат – Девин.
- от север на юг, по долините на реките Чепинска и Доспат, от Велинград до Доспат, на протежение от 65,6 км – почти целият участък на третокласен път № 843.

## Топографска карта
- Лист от карта K-34-72. Мащаб: 1 : 100 000.
- Лист от карта K-34-84. Мащаб: 1 : 100 000.
- Лист от карта K-35-73. Мащаб: 1 : 100 000.
- Лист от карта K-35-85. Мащаб: 1 : 100 000.